# Иван Ангелов (диригент)
Вижте пояснителната страница за други личности с името Иван Ангелов.
Иван (Жан) Ангелов е български диригент.

## Биография
Роден е в лекарско семейство в 1942 година в град Кавала, тогава анексиран от Царство България. Баща му е българин от Егейска Македония. В 1946 година семейството се преселва в София. Ангелов свири на цигулка, пиано и други инструменти. Учи при Добрин Петков и в Музикалната академия в София при проф. Влади Симеонов и специализира при Игор Маркевич, Волфганг Савалиш, Карлос Клайбер и Кирил Кондрашин. Отличен е с много национални и международни награди, сред които наградата „Николай Малко“ в Копенхаген, специалната награда със стипендия на Принц Рение III в Монте Карло, наградата на Фестивала във Ваймар.
Работи като стажант-диригент в Пловдивския симфоничен оркестър. След това за кратко е диригент на Плевенския симфоничен оркестър и после създава и дирижира Камерния оркестър „Българска музикална младеж“ в София и работи като хоноруван преподавател в Националната музикална академия.След това е диригент в Пловдивската опера, на която от 1978 година е главен диригент. От 1980 година дирижира в Бил-Биен и Лозана, Швейцария, балета на Монте Карло, операта в Бон и от 1994 е Главен диригент на Националната опера в Братислава. В Словакия в 1995 година заедно с колектива на операта получава наградата „Фуртвенглер“ за изключителни творчески постижения. От 1998 година работи и със Словашкия радио-симфоничен оркестър като първи гост-диригент. От 2002 година е постоянен гост на операта в Лайпциг с Гевантхаус оркестър. През 2002 година заедно с тенора Роберт Дийн Смис получава голямата вагнерова награда „Златен Орфей“ в Париж за най-добър CD запис с музиката на Вагнер за годината.
Дирижирал е Токиийската филхармония, Московската филхармония и филхармониите в Стокхолм, Щутгарт, Верона, Женева, Берн, Ница, Марсилия, Брабант, Будапеща, Истанбул. и оперните театри в Берлин, Париж, Виена-Фолксопера, Верона, Хелзинки, Копенхаген, Брюксел, Прага, Мексико, Сантяго ди Чили, Мюнхен, Хамбург, Земперопер Дрезден, Щтутгарт, Кьолн.
Има над 30 CD записи с Монте Карло филхармония, Берлински Симфоничен Оркестър, Щутгартска Филхармония, Оперен оркестър Лозана, Нюрнбергски Симфонияен Оркестър, Симфоничен Оркестър на Слвашкото Радио, Симфоничен Оркестър на Българското национално Радио и Телевизия, между които интегрален запис на всички 9 симфонии на Дворжак със Симфоничния Оркестър на Словашкото Радио за OEHMS Clasics-München.
Автор е на музиката на няколко телевизионни филми, между които Omega 25, Significance moment, Flucht mit Lucifer SUISA-CH